# Caecognathia amakusaensis
Caecognathia amakusaensis är en kräftdjursart som först beskrevs av Nunomura 1992.  Caecognathia amakusaensis ingår i släktet Caecognathia och familjen Gnathiidae. Inga underarter finns listade i Catalogue of Life.